# Szalai Oszkár
Szalai Oszkár (másként: Szalay, született: Schlesinger; Bécs, 1879. szeptember 11. – Budapest, 1945. február 19.) hírlapíró, meseíró. Írói álneve: Oszkár bácsi.

## Élete
Magyar zsidó származású szülőktől született, Schlesinger Ignác és Adler Katalin gyermekeként. 18 éves korában munkatársa lett a Szabad Szó című politikai napilapnak, 1900 októberében átvette a Csongrádmegyei Ellenzék szerkesztését Szentesen. 1901. június 10-én Fenyvessy Ferenc főispán meghívta a Veszprémvármegye című politikai lap szerkesztésére. 1902 szeptemberében visszakerült a fővárosba, ahol Rudas Jenő, a Keleti Értesítő kőnyomatos lap szerkesztője, maga mellé vette munkatársnak és három évig maradt a lapnál; ugyanazon időben munkatársa volt a Független Magyarországnak is. 
1905. szeptember 15-én Rózsahegyen Északmagyarország címmel politikai napilapot indított meg, melytől 1906 március elején megvált. Később a Magyar Tudósító című kőnyomatos lap munkatársa volt Budapesten. 1910. február 1-jén Budapesten, a Terézvárosban feleségül vette Szabó Hermina Auréliát, Szabó László János és Metzger Róza leányát, ám 1919-ben elváltak. Az 1920-as években a Magyar Rádió mesemondójaként is dolgozott.

## Munkái
- Az ipari munkások balesetének törvényes rendezéséről. Veszprém, 1892
- Az önálló vámterület és a kisiparosok érdekei. Uo. 1902
- Oszkár bácsi meséi. Budapest: Uránia, 1924. Budapest: Otthon Ny.
- Oszkár Bácsi kis meséskönyve. Budapest: [Arnea], [1926 után]. Budapest: Löbl Ny.
- Oszkár Bácsi legszebb meséi. Budapest: Károlyi, [1927] Budapest: Újságüzem Ny.
- Egy gazdag ifjú élete: zsidó ifjúsági regény. Karcag: Remény, 1930. Karcag: Kertész J. Ny.
- Margitszigeti mesék. Budapest: Bartha, [1941]

## Külső hivatkozások
- Oszkár bácsi mesedélutánja a Margitszigeten